# 쿼드 (프로게이머)
쿼드(본명: 송수형, 2002년 8월 25일 ~ )는 대한민국의 리그 오브 레전드 프로게이머로 포지션은 미드라이너이다. 아이디는 Quad이다.
과거에는 SOLKA라는 아이디를 사용했다.

## 선수 생활
2018년, DRX의 연습생으로 입단하였다.
2019 케스파컵에서 아마추어 팀인 KeG 울산 소속으로 참가했다. 대회 16강전에 KT 롤스터와 경기를 치렀으나 2-0으로 패배하며 탈락했다.
2020 시즌 스토브리그 기간 중 DRX의 1군 팀으로 승격되었다. DRX 1군으로 승격하면서 기존의 닉네임인 솔카(SOLKA)에서 쿼드(Quad)로 닉네임을 변경하였다. 2020년 2월 7일에 열린 KT 롤스터와의 경기에서 미드라이너로 출전하면서 프로 데뷔전을 치렀다. 이 경기 이후 도란이 징계에서 해제되었으며 쵸비가 미드라이너로 되돌아옴에 따라 출전 기회를 잡지 못했다. DRX가 리그 오브 레전드 월드 챔피언십에 진출하자 쿼드는 DRX의 서브 멤버로 롤드컵에 참가했다.
2021 시즌 스토브리그 기간 중 DRX의 주전 미드라이너였던 쵸비가 한화생명 e스포츠로 이적함에 따라 2021 시즌 DRX의 주전 미드라이너로 낙점받았다. 이와 함께 기존의 Quad에서 이전 닉네임이었던 SOLKA로 닉네임을 변경했다. 2021 스프링 시즌 DRX의 주전 미드라이너로 활약했으며 팀의 포스트 시즌 진출에 기여했다. 하지만 2021 서머 시즌에는 부진에 빠지며 팀의 부진의 원인으로 지적받기도 했다. 2021년 6월 13일에 펼쳐진 아프리카 프릭스와의 경기에서는 탑 라이너인 킹겐이 미드라이너로 선발 출전하게 되며 후보에서 시작하기도 했다. 결국 2021년 7월 2일, 제트가 DRX로 이적하면서 다시 한 번 주전 경쟁을 하게 되었다. 2021년 7월 8일에 열린 프레딧 브리온과의 경기에서 선발 출장하였으며 팀의 전패를 끊고 서머 첫 승을 기록하는데 기여했다. 하지만 2라운드가 시작되자 제트에게 주전을 빼았겼으며 2021년 7월 19일, 서머 7주차를 앞두고 챌린저스로 샌드다운되었다.
2021시즌 종료 후 현역 은퇴를 선언했다.
2023년, 은퇴 선언을 번복하면서 프로 복귀를 선언했으며 2023년 4월 15일, 농심 레드포스에 입단했다. 아이디는 은퇴 전 닉네임인 솔카가 아닌 인터넷 방송인 때 사용했던 쿼드를 사용하게 되었다. 이후 팀에서 퇴단했다.

## 은퇴 후
은퇴 후, 옛 닉네임인 쿼드로 인터넷 방송을 시작했다. 2022년 1월 18일, Gen.G의 스트리머로 합류했다가 2023년 FLY팀으로 합류했다.

## 소속팀
| # | 팀명          | 소속 기간               | 소속 리그 | 비고 |
| - | ------------- | ----------------------- | --------- | ---- |
| 1 | 드래곤X       | 2020.01.20 ~ 2021.12.08 | LCK       |      |
| 2 | 농심 레드포스 | 2023.04.15 ~ 2023.11.20 | LCK       |      |